# Simula
Simula é uma família de linguagens de programação, projetadas para apoiar a simulação de eventos discretos, criada entre 1962 e 1968 por Kristen Nygaard e Ole-Johan Dahl no Centro Norueguês de Computação em Oslo.
- Simula I, criada em 1962, baseada em ALGOL 60
- Simula 67, cuja primeira versão foi apresentada em 1966 foi a 1ª linguagem orientada a objetos e introduziu os conceitos de classes e herança.
- Simula 87

Sintaticamente, Simula é um super-conjunto de ALGOL 60.

## História
Kristen Nygaard começou a escrever programas de simulação computacional em 1957. Nygaard viu a necessidade de uma melhor forma de descrever a heterogeneidade e o funcionamento de um sistema. Para ir mais longe com suas idéias em linguagem de computador formal para descrever um sistema, Nygaard percebeu que ele precisava de alguém com mais habilidades do que ele tinha em programação. Ole-Johan Dahl juntou-se ao seu trabalho em janeiro de 1962. A decisão de estabelecer uma relação entre a línguagem e o Algol 60 foi feita um pouco depois. Por Maio de 1962 os principais conceitos para uma linguagem simulação foram definidos. "Simula I" nasceu.
Kristen Nygaard foi convidado a Univac por Maio de 1962 em conexão com o marketing do seu novo computador UNIVAC 1107. Na visita que Nygaard apresentou as idéias do Simula para Robert Bemer, o diretor de sistemas de programação da Univac. Bemer era fã de Algol e achou o Projeto Simula atraente. Bemer também estava presidindo uma sessão na segunda conferência internacional sobre o tratamento de informações hospedado pelo IFIP. Ele convidou Nygaard, que apresentou o documento "SIMULA - An Extension of ALGOL to the Description of Discrete-Event Networks".
O Centro Norueguês de Computação obteve um UNIVAC 1107 em Agosto de 1963 a um desconto considerável, e Dahl implementou Simula I sob contrato com a Univac. A implementação foi baseada no compilador UNIVAC Algol 60. Simula I estava totalmente operacional no UNIVAC 1107 em janeiro de 1965. Nos dois anos seguintes Dahl e Nygaard gastaram muito tempo ensinando Simula. Simula foi ensinado a vários países espalhados por todo o mundo e Simula I foi posteriormente executado em computadores Burroughs B5500 e do computador russo URAL-16.
Em 1966 C. A. R. Hoare introduziu o conceito de registro classe construir, que Dahl e Nygaard estenderam com o conceito de prefixo e outros recursos para satisfazer as suas exigências de um processo generalizado conceito. Dahl e Nygaard apresentaram seus artigos em Declarações de classe e subclasses na Conferência IFIP Simulação de Linguagens em Oslo, em maio de 1967. Este trabalho se tornou a primeira definição formal de Simula 67. Em junho de 1967 uma conferência foi realizada para uniformizar a linguagem e iniciar uma série de implementações. Dahl fez a proposta de unificar o Tipo e concepção da classe. Isto levou a sérias discussões, e a proposta foi rejeitada pelo conselho de administração. Simula 67  foi formalmente padronizado sobre a primeira reunião de Simula Standards Group (SSG) em fevereiro de 1968.
Simula foi influente no desenvolvimento de Smalltalk e, mais tarde na programação orientada a objetos. Ele também ajudou a inspirar o modelo de computação concorrente, embora Simula apenas suporta co-rotinas e não verdadeiros concorrentes.
No fim da década de sessenta e início da década de setenta, houve quatro principais implementações do Simula:
- UNIVAC 1100 feito pelo Centro Norueguês de Computação
- System/360 e System/370, pelo Instituto suéco de pesquisa de defesa nacional (FOA)
- CDC 3000 pela Universidade de Oslo
- TOPS-10 pelo ENEA AB

Estas implementações foram portadas para uma série de plataformas. O TOPS-10 implementou o conceito de variáveis e métodos públicos, protegidos e privados, que mais tarde foram integrados no Simula-87.

Simula 87 é o último padrão e foi portado para diversas plataformas. As três principais implementações são:
- Simula AS
- Lund Simula
- «GNU Cim»

Em novembro de 2001, Dahl e Nyggard foram premiados com a medalha IEEE John von Neumann do Instituto de Engenheiros Eletricistas e Eletrônicos (IEEE), pela introdução dos conceitos fundamentais da programação orientada a objetos através do desenho e implementação do SIMULA 67. Em fevereiro de 2002, eles receberam o premio 2001 Turing A.M. pela Associação para Maquinaria da Computação. Infelizmente tanto Dahl como Nygaard não puderam presenciar a homenagem que foi agendada na conferência OOPSLA 2002 em Seattle, pois ambos faleceram respectivamente em Junho e Agosto daquele ano.

## Exemplos de código

### Hello world
```
BEGIN
  WHILE 1=1 DO
    BEGIN
      outtext("Hello World!");
      outimage;
    END;
END;

```

Ou também:
```
 
Begin

   
OutText
("Hello World!");
   
OutImage
;
 
End
 
do programa
;
```

### Classes, subclasses e métodos virtuais
Um exemplo com uso de classes, subclasses e métodos virtuais:
```
Begin

   
Class
 Glyph;
      
Virtual
: 
Procedure
 print 
Is
 
Procedure
 print;;
   
Begin

   
End
;
```

```
   Glyph 
Class
 Char (c);
      
Character
 c;
   
Begin

      
Procedure
 print;
        OutChar(c);
   
End
;
```

```
   Glyph 
Class
 Line (elements);
      
Ref
 (Glyph) 
Array
 elements;
   
Begin

      
Procedure
 print;
      
Begin

         
Integer
 i;
         
For
 i:= 1 
Step
 1 
Until
 UpperBound (elements, 1) 
Do

            elements (i).print;
         OutImage;
      
End
;
   
End
;
```

```
   
Ref
 (Glyph) rg;
   
Ref
 (Glyph) 
Array
 rgs (1 : 4);
```

```
   
! Main program;

   rgs (1):- 
New
 Char ('A');
   rgs (2):- 
New
 Char ('b');
   rgs (3):- 
New
 Char ('b');
   rgs (4):- 
New
 Char ('a');
   rg:- 
New
 Line (rgs);
   rg.print;

End
;
```

O exemplo acima tem uma superclasse (Glyph) com duas subclasses (Char e Line).
Há um método virtual com duas implementações.
A execução se inicia no bloco Main program.
Simula não tem o conceito de classes abstratas, já que classes com métodos virtuais puros podem ser instanciadas.
Isto significa que no exemplo acima, todas as classes podem ser instanciadas. No entanto, a chamada de um método virtual puro produzirá um erro em Run time.

### Passagem de parâmetros por nome
Simula suporta passagem de parâmetros por nome, portando a técnica Aparelho de Jensen pode ser facilmente implementada.
No entanto, a passagem de parâmetros padrão é por valor, diferentemente de ALGOL que usa por padrão a passagem de parâmetros por nome.